# Доценко Ростислав Іванович
Доценко Ростислав Іванович (нар. 19 квітня 1931, Київ — пом. 24 жовтня 2012, Київ) — український перекладач, літературознавець, критик, автор афоризмів та сентенцій. Член Національної спілки письменників України. Політв'язень сталінських концтаборів (10 років). Батько Марії Доценко.

## Біографія
Народився в м. Києві. 1950 року після закінчення Київської середньої школи № 92 поступив до Київського університету імені Т. Г. Шевченка на українське відділення філологічного факультету. 14 лютого 1953 року арештований за звинуваченнями в «українському буржуазному націоналізмі». В травні того року суджений разом з однокурсниками Григорієм Волощуком та Миколою Адаменком. За ст. 54, п.п. 10 і 11 частини другої Кримінального кодексу УРСР дістав 8 років виправно-трудових таборів з конфіскацією майна. В 1953—1956 роках відбував покарання в Кунєєвських таборах на будівництві Волзької гідроелектростанції. Тут в умовах післясталінських відлиг-заморозків навесні 1955 р. кільканадцятеро політв'язнів, засуджених за молодечий нонконформізм, організовують опозиційну до владної верхівки СРСР групу з самоназвою «Група революційних марксистів». Р. Доценко один з активних членів групи, він співавтор програмних і статутних документів. В цих документах КПРС трактувалась як «реакційна партія фашистського типу». За допомогою провокатора ГРМ було викрито, в квітні 1956 року її члени (А. Суходольський, Р. Доценко, Д. Мазур, Д. Писарев, Д. Слободян, Б.Губайдуллін, В. Черепанов, А. Стасішкіс, А. Мірошниченко, А. Агбалов та ін.) були заарештовані й суджені у вересні того ж року. Р. Доценко за ст. 58-10, 58-11 КК РРФСР дістає ще 7 років. Нове покарання відбував: з жовтня 1956 по травень 1957 — у Совєтській Ґавані (Хабаровський край); з червня 1957 по квітень 1960 — на Тайшетській трасі (Іркутська обл.); з квітня 1960 по квітень 1963 — у Мордовії.
У таборах запізнався з провідними діячами українського національно-визвольного руху — патріярхом Йосифом Сліпим, ветеранами ОУН-УПА, героями литовського руху опору, вченими, філософами, митцями.
Відсидівши 10 років, Ростислав, як він сам згадує, «з мордовських конопель несподівано-сподівано шубовснув у київське шістдесятництво, де радо познайомився з Іваном Світличним, Іваном Дзюбою, Ліною Костенко, Аллою Горською та багатьма-багатьма іншими непересічними особистостями тих явно відродженських років».
Тоді ж зробив більше 30 перекладів з англійської, французької, польської мов, зокрема, твори Оскара Вайлда, Фенімора Купера, Вільяма Фолкнера, Діккенса, Маргарет Мітчелл, Ю. Луцького, Артура Конан-Дойля, Льюїса Стівенсона, Дж. Свіфта, Джерома К. Джерома та деяких інших. Написав власну книжку «Думки проти ночі», був упорядником книжок Л. Гребінки, Л. Лимана, Ю. Литвина. Чоловік професорки математики Ніни Вірченко.
На початку 1970-х років у видавництві «Дніпро» зібрався гурт літераторів на чолі з Іваном Дзюбою, який співпрацював із опальними Миколою Лукашем та Григорієм Кочуром — недавніми в'язнями совєцьких концтаборів. Доценку знову загрожував арешт. Після відмови співпрацювати з КГБ його звільнили з роботи у видавництві та заборонили друкуватися.
Після здобуття Україною незалежності Доценко зосередився на вивченні творчості вбитих комуністами авторів. Разом із тим упорядкував видання творів Леоніда Гребінки, популяризував у періодичних виданнях твори О. Теліги, О. Курінного, О. Григоренка, Є. Яворівського, Г. Мазуренко, П. Карпенка-Криниці, О. Тарнавського, М. Тарнавської, Л. Лимана.
Автор книги «На лезах блискавок» про поета-правозахисника і особистого друга Доценка — Юрія Литвина.
Лавреат премій імені М. Рильського та імені М. Лукаша.
Помер у Києві 24 жовтня 2012 року. Похований у Києві на Лук'янівському кладовищі (ділянка № 39, ряд 10, місце 53).

### Літературознавство, критика, публіцистика, афористика
- Огляд української шекспіріани. [Рецензія]. // Всесвіт. 1965. № 8. С 113-15. []
- Новий український «Гамлет». [Рецензія на переклад Г. Кочура] // Всесвіт. 1965. № 9. С. 158-60.
- Мовна бистрінь і словникова нетеча. // Вітчизна. 1966. № 12. С. 161—165.
- Поет людської мужності. [Про Джека Лондона] // Лондон Дж. Мартін Іден. К.: Молодь". 1968. С. 333—342.
- Перекладацтво і щоденна преса. // Літературна Україна. 1968, 06.08.
- Клопоти Шкільної бібліотеки. // Вітчизна. 1969. № 4. С. 210—211.
- Хемінгуей — якого маємо і не маємо. // Вітчизна. 1971. № 6. С. 157—164.
- Фолкнер: на підступах до стилю письменника. // Всесвіт. 1971. № 9. С. 114—117.
- Дещо про стиль Фолкнера // Фолкнер В. Крадії та інші твори. К., Дніпро. 1972. С 489—505.
- Український індолог. [Про Павла Ріттера]. // Вітчизна". 1972. № 5. С 216—217.
- Новий англо-український словник. [Рецензія] // Літературна Україна. 1974, 13.12.
- Цінний словник [Рецензія на Словник іншомовних слів] // Вітчизна. 1976. № 9. С. 208—210.
- Відкритий вдруге. [Про «Гамлет» в перекладі Л. Гребінки] // Вітчизна". 1976. № 4. С 214—216.
- Мандрівка на Смарагдовий острів. // Господар в домі: оповідання ірландських письменників. К., Веселка. 1981. С 159—166.
- Обов'язок виконаний і невиконаний. [Рецензія на кн. про Аг. Кримського] // Вітчизна. 1981. № 9. С 207—211.
- Фолкнер про минуле, яке стоїть на заваді майбутньому // Фолкнер В. Домашнє вогнище. Роман у новелах. Переклад В. Корнієнка, Р. Доценка. К.: Молодь. 1983. С 3-16.
- Бо ж й герої, а над усе люди… [Рецензія] // Вітчизна. 1985. № 2. С. 201—203.
- Чарівний світ ірландської казки // Казки Смарагдового острова: ірландські народні казки. К., Веселка". 1987. С. 5-10.
- На схилі віку й на світанні надії. Інтерв'ю Григорієм Кочуром // Україна. 1989, 23.04. № 17 (1681). С. 0-3
- Під неситим цензурним оком. // Україна. 1989, 10.12. № 50 (1714). С. 20-22.
- Пам'ятаймо про свій обов'язок. [До 70-річчя М. Лукаша] // Українська мова і література в школі. 1989. № 12. С. 5-7.
- Ірландська література. // УЛЕ. Том 2. К.: ГР УРЕ ім. М. П. Бажана. 1990. С 331—332
- Поет, що йде крізь ніч. [Про П. Карпенка-Криницю] // Жива вода. 1992. № 11?. С. 6.
- Слово, що скипає любов'ю. [Про Марту Тарнавську] // Літературна Україна. 1992 13.08. № 32 (4493).
- Переклад — для самозбагачення чи самообкрадання? // Старожитності. 1993. № 1 (37). С. 10-13.
- Вільна думка з епістолярних шухляд. [Про Дм. Нитченка] // Сучасність. 1999. № 6. С. 162—167.
- «За Україну його замучили колись…». [Про Л. Гребінку] // Нові дні. 1995, липень. № 544. С.13-17.
- Хто криється за криптонімом О. Т.? // Літературна Україна. 1997, 09.01. С. 7
- Повернення Галі Мазуренко // Київ. 1997. № 5-6. С 58-61.
- Далекосхідня струна української ліри. [Про Г. Туркова] // Жива вода". 1997, серпень. № 8 (72).
- Про англомовну україніку — і не тільки. [Про бібліографічні праці М. Тарнавської] // Всесвіт. 1998. № 1. С. 171—175.
- Галя Мазуренко, яка до нас ще прийде // Жива вода. 2000, серпень. № 8 (108). С. 6
- Поезія на відстані душі. [Про Л. Лимана] // Сучасність. 2000. № 7-8. С. 54-7.
- Прощання і надія. [Пам'яті Галі Мазуренко] // Літературна Україна. 2000, 09.11. № 25/26. С. 7.
- Яснозбройний Юрій української поезії. [Про Ю. Липу] // Жива вода. 2001, лютий. № 2 (114). С. 2.
- Затятий всеукраїнець позасторічної давнини. До портрета О.Кониського // Українська мова і література в школі ???2001. № ???. С. 8-13.
- Листи з неволі (1953—1963). [Листи до М. Білоруса] // Він просто йде… Збірник до ювілею Ростислава Доценка. К.: Задруга. 2001. С. 132—269.
- Перехрестя перекладеного й пережитого. // Оксана Соловей. Переклади. Упорядник і редактор Д. Чередниченко. Передмова Р. Доценка. К., Задруга. 2001. С. 3-6.
- Розкоші і злидні української енциклопедизації. [Стаття-рецензія] // Пам'ятки України. 2001. № 1-2. С. 169—176.
- Микола Адаменко, що з Волощукового гурту чи то гарту. // Молодь України. 2002, 24.01. № 8 (18271). С. 4.
- Леонід Лиман зблизька і здалеку. [Передмова] // Лиман Л. Пам'ять (поезія і проза). Упорядник, редактор та автор приміток Ростислав Доценко. К., Задруга. 2002. С. 5-18
- Аргонавт, що оминув Гулаг. (Про Л. Малошийченка-Чернова). Дивослово. 2002. № 11.
- Дебют — перший і прощальний. [Про В. Юрченко] // Літературна Україна. 2003, 12.06. С. 5,
- Співоча поезія і терпка проза Романа Купчинського. // Березіль. 2003. № 11-12. С. 170—177.
- Словоскип Марти Тарнавської. // Тарнавська М. Вибране. К., Пульсари. 2004. С. 252—265.
- Життя мистця, що прикрашає світ (Леонід Лиман — 1922—2003) // Свобода. 2004. 20.08. № 34. С. 23-24.
- Поезія — на життя і смерть. [Про Герася Соколенка] // /Київ. 2005. № 12. С.75-83.
- Полтавський «ізарець». [Про О. Ізарського — Олексу Мальченка] // Літературна Україна. № 32 (5220). 23.08.2007. С. 7.
- Ростислав Доценко. Юрій Литвин — поет і правдоборець під в'язничним муром епохи.. (Спогад-роздум). Серія «Голгофа мільйонів». На замовлення Київського товариства політв'язнів та жертв репресій. Редактор Г. Гайовий. Український Центр духовної культури. К. 2007. 30 стор.
- Прощання перед майбутніми зустрічами. Некролог О. Ізарського // Наше життя. Нью Йорк. 2007. № 11. С. 9-10, 28.
- «На Україну повернусь…» [Про Л. Дражевську] // Березіль. 2007. № 7-8. С. 159—172.
- Неуникненність суворого плину життя. [Про О. Смотрича] // Кур'єр Кривбасу. 2008. № 5-6. С.313-321
- Заморський погляд на українські постаті. [Про Вадима Лесича] // Дивосвіт. 2008. № 1. С. 24-26.
- Поет і правдолюбець під в'язничним муром епохи (Спогад-роздум). // Литвин Юрій. На лезах блискавок (Поезії, статті, звернення, заяви, спогади, документи, листи). Упорядкування, вступна стаття і коментарі Р. Доценка. К.: В-во ім. Олени Теліги. 2009. С. 2-20.
- Гамсун, голод і колаборантство // Євроатлантика. 2009. № 2. С. 58-62.
- Шекспірів Гамлет у «емському» Києві 1882 року // Київ. 2010. № 4-5. С. 174—184.
- Далекосхідний лірик української духовності. [Про Г. Туркова] // Дзвін. — 2011. — № 2. — С. 145—146.
- Ростислав Доценко. Світлі думки проти ночі. Афоризми і щось близьке до них. — Тернопіль: Навчальна книга — Богдан, 2011. — 296 с.
- Дороги Леоніда Лимана // Літературна Україна. — 2012. — 2.08. — № 29 (5458). — С. 15.
- Ростислав Доценко. Критика, літературознавство: вибране. Передмова та упорядкування М. Білоруса. Тернопіль: Навчальна книга — Богдан. 2013. 592 с.
- Листування Ростислава Доценка з Юрієм Шевельовим (1992—1999 рр.) // Збірник Харківського історико-філологічного товариства. Нова серія — том 15. Харків: ХІФТ. 2014. С. 417—448.

### Основні переклади
- Хантер Івен. Шкільні джунглі. Роман. Переклад з англ. в співавторстві з В. Максимчуком. // Всесвіт. 1967. № 1.
- Уайльд Оскар. Портрет Доріана Грея. Роман. Пер. з англ. і післямова Р. Доценка. К.: Дніпро. 1968.
- Купер Фенімор. Останній з могікан. Роман. Пер. з англ. К.: Веселка. 1969.
- Фолкнер Вільям. Крадії. Роман. // В. Фолкнер. Крадії та інші твори. Передмова Т. Денисової, післямова Р. Доценка. К.: Дніпро. 1972.
- Марк Твен. Славнозвісна жаба-стрибунка з Калаверасу. Убивство Юлія Цезаря. Наука проти таланту. Чудовий стариган. Старосвітський друкар. Італійські гіди. Оповідання та памфлети. // Марк Твен. Оповідання і памфлети. К.: Дніпро. 1972.
- Воннегут Курт. Бойня номер п'ять, або хрестовий похід дітей. Роман. Переклад з англ. К.: Дніпро, серія «Зарубіжна сатира і гумор», кн. 7. 1976. 176 с.
- Фолкнер Вільям. Ведмідь. Червоне листя. Троянда для Емілії. Посушливий вересень. Еллі. Справедливість. По той бік. Підпал. Залицяння. Дядько Віллі. Оповідання та новели. // В. Фолкнер. Червоне листя. Новели. К.: Дніпро. 1978.
- Брайєн Фріл. Почесні громадяни. П'єса. Пер. з англ. // Всесвіт. 1978. № 5.
- Англійські прислів'я та приказки. Збірник. Переклад з англ. Р. Доценка. Передмова Н. Жлуктенко. К.: Дніпро. 1980.
- Господар в домі. Оповідання ірландських письменників. Збірка. Упорядкування, післямова, біографічні довідки та переклад з англ. Р Доценка. [Зміст: Шон О'Кейсі. Військо з прапорами. Муйріс О'Сулавойн. Моя перша подорож на рідний острів. Джеймс Стівенс. Недостойна принцеса. Майкл Фаррел. Мартін і ченці. Мері Лейвін. Невже ж то був такий? Майкл Маклейверті. Голуби. Гніздо дикої качки. Волтер Меккінг. Штукар. Лев. Турок. Лайєм О'Флаерті. Лист. Мати й син. Френк О'Коннор. Господар у домі. Діти в лісі. Мужній протест. Форель. Брайєн Фріл. Копачі картоплі. Бенедікт Кілі. Корова в хаті.] К.: Веселка. 1981
- Ірландські прислів'я та приказки. Вступне слово, упорядкування та переклад з англ. Р. Доценка. К.: Дніпро. 1982.
- Фолкнер Вільям. Давні люди. Ведмідь. Дельта восени. Зійди, Мойсею! Новели з роману «Зійди, Мойсею!» // Вільям Фолкнер. Домашнє вогнище [Зійди, Мойсею!]. Роман у новелах. Перекл. з англ. Р. Доценка та В. Корнієнка. К.: Молодь. 1983.
- Рей Бредбері. Іржа. Розмова за пільговим тарифом. Оповідання. Пер. з англ. // Пригоди, подорожі, фантастика. Збірник повістей, оповідань нарисів, К.: Молодь. 1983. С. 202—218.
- Найпол В. С. Мігель-стріт. Роман. Пер. з англ. // Всесвіт. 1983. № 2.
- О'Коннор Френк. Гості Ірландії. Новели. (Зміст: Гості з Ірландії. Алек. Патріарх. У поїзді. Велич закону. Скнара. Різдвяний ранок. Перша сповідь. Відступник. П'яниця. Мій Едіпів комплекс. Ідеаліст. Чоловік з характером. Герцогські діти. Приватна власність. Громадська думка. Дружина-американка. Родина Коркері. Справа сумління. Духи.) Пер. з англ. К.: Дніпро. 1984.
- Саймак К. Цяця. Повість. Пер. з англ. // Пригоди, подорожі, фантастика. Збірник повістей, оповідань, нарисів. К.: Молодь. 1985. С. 199—238.
- Фолкнер Вільям. В свою останню годину. // Всесвіт. 1986. № 6.
- Діккенс Чарлз. Великі сподівання. Роман. К.: Веселка. 1986.
- Казки Смарагдового острова. Збірник ірландських народних казок. Упорядкування, передмова та переклад з англ. Р. Доценка (в збірнику 38 казок). К.: Веселка. 1987.
- Лем Станіслав. Уранові вуха. Оповідання з циклу «Казки» роботів. Трурлева машина. Велика прочуханка. Оповідання з циклу «Кеберіада». // С. Лем. Кіберіада. К.: Дніпро. 1990. — 815 стор.
- Маргарет Мітчелл. «Звіяні вітром» [Розвіяні вітром] у 2-ох томах. Переклад з англійської: Ростислав Доценко; Художнє оформлення: В. І. Бариба, О. В. Штрамило. Київ: «Дніпро». 1992 р. 544 та 560 стор. ISBN 5-308-01143-5 (обидва томи) ISBN 5-308-01141-9 (Книга 1) ISBN 5-308-01142-7 (Книга 2)
- Дойль Артур Конан. Відкриття Рафлса Гоу. Повість. // А. К. Дойль. Утрачений світ. Повісті. К.: Веселка. 1994.
- Скотт Вальтер. Два гуртоправи. // Книга пригод. Том 3. Повісті та оповідання. К.: Веселка. 1995.
- Стівенсон Р. Л. Ночівля Франсуа Війона. Будинок на дюнах. // Стівенсон Р. Л. Твори в п'яти томах. Том 1. К.: Українознавство. 1995
- Семен Старів. Страта голодом. К.: Українознавство, 1997.
- Луцький Юрій. Між Гоголем і Шевченком. Пер. з англ. К.: Час, серія «Модерна українська література». 1998.
- Шевельов Юрій. Пролегомена до вивчення мови та стилю Григорія Сковороди. Пер. з англ. // Ю. Шерех. Поза книжками і з книжок. К.: Час. 1998.
- По Е. А. Провалля і маятник; Золотий жук; Викрадений лист; Рукопис знайдений у пляшці. Оповідання. // По Е. А. Золотий жук: оповідання та повісті. Коментарі К. Шахової. Київ: Дніпро. 2001.
- Джером, Джером Клапка. Оповідання: Оренда «Священних мечів»; Людина, що прагнула керувати; Людина, що збилася з пуття; Забудькуватий; Падіння Томаса-Генрі; Несподіванка містера Мілбері; Чому ми не любимо чужинців; Філософія і демон. // Джером Клапка Джером. Троє в одному човні (як не рахувати собаки). Повість, оповідання. Пер. з англ. Ю. Лісняка, Р. Доценка. К.: Основи. 2003.
- Вайлд Оскар. Портрет Доріана Грея. Роман, п'єси. [Зміст: Портрет Доріана Грея; Віяло леді Віндермір; Як важливо бути поважним]. Пер. з англ., передмова та примітки Р. І. Доценка. Харків: Фоліо. 2006.
- Лессінг Доріс. Домівка гірської худоби. Повість. Пер. з англ. // Всесвіт. 2008. № 1-2.
- Бохенський Яцек. Овідій Назон — поет. Роман. З польської переклав Р. Доценко. Львів: ЛА «Піраміда». 2011.